# أبو طيلون ذهبي
أبو طيلون ذهبي (الاسم العلمي: Abutilon auritum) هو نوع من النباتات يتبع جنس الأبو طيلون من الفصيلة الخبازية.